# Christel Dettmann
Christel Dettmann (* 19. September 1943 in Magdeburg) ist eine deutsche Politikerin (SPD). Von 1990 bis 2003 war sie Mitglied des Brandenburgischen Landtags.

## Leben
Nach dem Abitur machte Dettmann 1962 eine Ausbildung zur Apothekenhelferin. Anschließend studierte sie Chemie an der Ingenieurschule für Chemie in Magdeburg. Von 1967 bis 1979 war sie als wissenschaftliche Mitarbeiterin am Institut für Lacke und Farben tätig. Danach war sie Mitarbeiterin in der Forschung und Entwicklung im VEB Elektronische Bauelemente Teltow.

## Politik
Dettmann ist Mitglied der SPD. Von 1990 bis 2003 war sie direkt gewähltes Mitglied des Brandenburgischen Landtags. 1999 übernahm sie den stellvertretenden Fraktionsvorsitz der Brandenburgischen SPD-Fraktion. Im Landtag war sie Mitglied diverser Ausschüsse, darunter der Hauptausschuss, der Ausschuss für Inneres, der Ausschuss für Haushalt und Finanzen und der Ausschuss für Haushaltskontrolle, dessen Vorsitz sie von 1999 bis zu ihrem vorzeitigen Ausscheiden aus dem Landtag zum Ende des Jahres 2003 innehatte. Zudem gehörte Dettmann von 1994 bis 1999 dem Präsidium des Landtags an. Neben ihrer Landtagstätigkeit war sie von 1993 bis 2000 Mitglied der Stadtverordnetenversammlung Teltow, ab 1998 als Vorsitzende. Seit 1998 gehört sie der Sozialdemokratischen Gemeinschaft für Kommunalpolitik an. Außerdem war sie im Beirat der Investitionsbank des Landes Brandenburg und Vorstandsmitglied des Verbandes pro agro.